# My Favourite Game
My Favourite Game is een nummer van de Zweedse band The Cardigans. Het is de eerste single van hun vierde studioalbum Gran Turismo uit 1998. Op 14 september dat jaar werd het nummer eerst in Zweden, Noorwegen en Finland op single uitgebracht.  Op 20 oktober volgden de rest van Europa, Australië, Nieuw-Zeeland, de VS en Canada.

## Achtergrond
"My Favorite Game" gaat over een vrouw die radeloos is nadat haar relatie is mislukt. Haar 'favoriete spel' is liefde, en dat spel is zij aan het verliezen.
De single werd een hit in diverse landen. Zo behaalde de single de 3e positie in Zweden, het thuisland van The Cardigans. In Australië werd de 61e positie behaald, Canada de 68e, de VS de 26 in de "Billboard Alternative Airplay", Nieuw-Zeeland de 36e, Ierland de 13e, Frankrijk de 27e, Duitsland de 90, Griekenland zelfs de nummer 1-positie, in de Eurochart Hot 100 de 29e en in het Verenigd Koninkrijk de 14e positie in de UK Singles Chart.
In Nederland was de single in week 42 van 1998 de 293e Megahit op Radio 3FM en werd een radiohit. De single bereikte de 15e positie in de publieke hitlijst; destijds de Mega Top 100 op Radio 3FM. In de  Nederlandse Top 40 destijds op Radio 538 werd de 14e positie behaald.
In België bereikte de single de 44e positie in de Vlaamse Ultratop 50. In de Vlaamse Radio 2 Top 30 en de Waalse Ultratop 50 werd géén notering behaald.